# Castana (Olaszország)
Castana (lombardul: Castäna) település Olaszországban, Lombardia régióban, Pavia megyében. Lakosainak száma 723 fő (2023. január 1.). Castana Canneto Pavese, Cigognola, Montescano, Montù Beccaria, Pietra de’ Giorgi és Santa Maria della Versa községekkel határos.

## Népesség
A település lakossága az elmúlt években az alábbi módon változott:
| Lakosok száma | 711  | 716  | 723  |
|               | 2017 | 2018 | 2023 |